# Pattingham
Pattingham est un village situé dans le comté de Staffordshire, en Angleterre.